# Coppa dei Campioni 1967-1968 (pallamano maschile)
La Coppa dei Campioni 1967-1968 è stata la 9ª edizione della massima competizione europea di pallamano riservata alle squadre di club. Il torneo ha avuto inizio il 9 novembre 1967 e si è concluso il 6 aprile 1968. Il titolo è stato conquistato dai rumeni della Steaua Bucarest per la prima volta nella loro storia sconfiggendo in finale i cecoslovacchi della Dukla Praga.

## Risultati

### Primo turno
| Squadra 1      | Totale  | Squadra 2         | Andata  | Ritorno |
| -------------- | ------- | ----------------- | ------- | ------- |
| Dimitrov Sofia | 22 - 16 | ESCA Arnhem       | 15 - 7  | 7 - 9   |
| Dynamo Berlino | 49 - 46 | Odense            | 29 - 22 | 20 - 24 |
| Granollers     | 58 - 31 | Progrès Seraing   | 34 - 19 | 24 - 12 |
| Honvéd         | 54 - 36 | Vikingarnas       | 34 - 18 | 20 - 18 |
| Fram           | 25 - 40 | Partizan Bjelovar | 16 - 16 | 9 - 24  |
| Śląsk Wrocław  | 45 - 32 | ATV Basilea       | 20 - 7  | 25 - 25 |

### Ottavi di finale
| Squadra 1     | Totale  | Squadra 2          | Andata  | Ritorno |
| ------------- | ------- | ------------------ | ------- | ------- |
| Dudelange     | 24 - 66 | Steaua Bucarest    | 10 - 29 | 14 - 37 |
| Fredensborg   | 38 - 25 | Hapoel Petah Tikva | 17 - 16 | 21 - 9  |
| Granollers    | 42 - 36 | Sporting CP        | 26 - 16 | 16 - 20 |
| Gummersbach   | 37 - 21 | Stade Marseillais  | 18 - 8  | 19 - 13 |
| Honvéd        | 34 - 43 | Dukla Praga        | 22 - 18 | 12 - 25 |
| Rapid         | 22 - 67 | Dynamo Berlino     | 11 - 30 | 11 - 37 |
| Śląsk Wrocław | 30 - 56 | Partizan Bjelovar  | 16 - 24 | 14 - 32 |
| UK-51         | 44 - 33 | Dimitrov Sofia     | 29 - 15 | 15 - 18 |

### Quarti di finale
| Squadra 1         | Totale  | Squadra 2   | Andata  | Ritorno |
| ----------------- | ------- | ----------- | ------- | ------- |
| Dynamo Berlino    | 59 - 39 | UK-51       | 29 - 17 | 30 - 22 |
| Fredensborg       | 29 - 45 | Dukla Praga | 19 - 21 | 10 - 24 |
| Partizan Bjelovar | 60 - 29 | Granollers  | 36 - 13 | 24 - 16 |
| Steaua Bucarest   | 29 - 22 | Gummersbach | 15 - 9  | 14 - 13 |

### Semifinali
| Squadra 1      | Totale  | Squadra 2         | Andata  | Ritorno |
| -------------- | ------- | ----------------- | ------- | ------- |
| Dukla Praga    | 34 - 33 | Partizan Bjelovar | 25 - 16 | 9 - 17  |
| Dynamo Berlino | 28 - 31 | Steaua Bucarest   | 16 - 15 | 12 - 16 |

### Finale
| Francoforte sul Meno 6 aprile 1968 | Dukla Praga | 11 – 13 | Steaua Bucarest |  |